# Montebello (Canada)
Montebello è un comune situato nella municipalità regionale della contea di Papineau nel Québec occidentale. Nel censimento del 2001, i residenti erano 1.039, passati a 1.080 nel 2006. Il villaggio ha una superficie di 7,95 chilometri quadrati, e si trova al margine orientale della Regione Capitale Nazionale del Canada.
Il villaggio è famoso in tutto il mondo per un hotel, lo Chateau Montebello. Il resort ha ospitato nel 1983 la NATO, e nel 1981 i G7. Nel suo territorio si trova anche Parc Omega, un grande parco naturale.